# Королевство Таволара

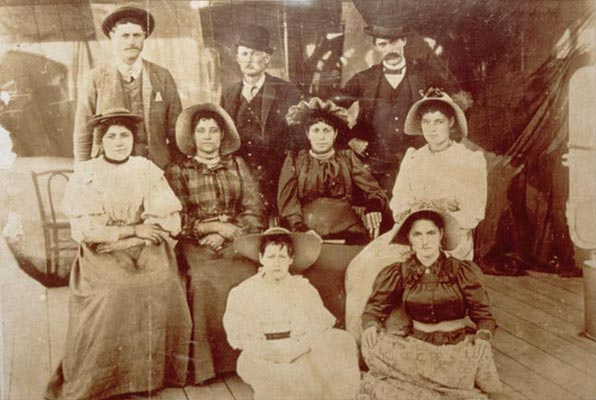
Семья Карло Бертолеони, объявившего себя "Королём Таволары". Семья Бертолеони были единственными жителями острова, где они занимались сельским хозяйством, разведением коз и рыболовством1890 год)

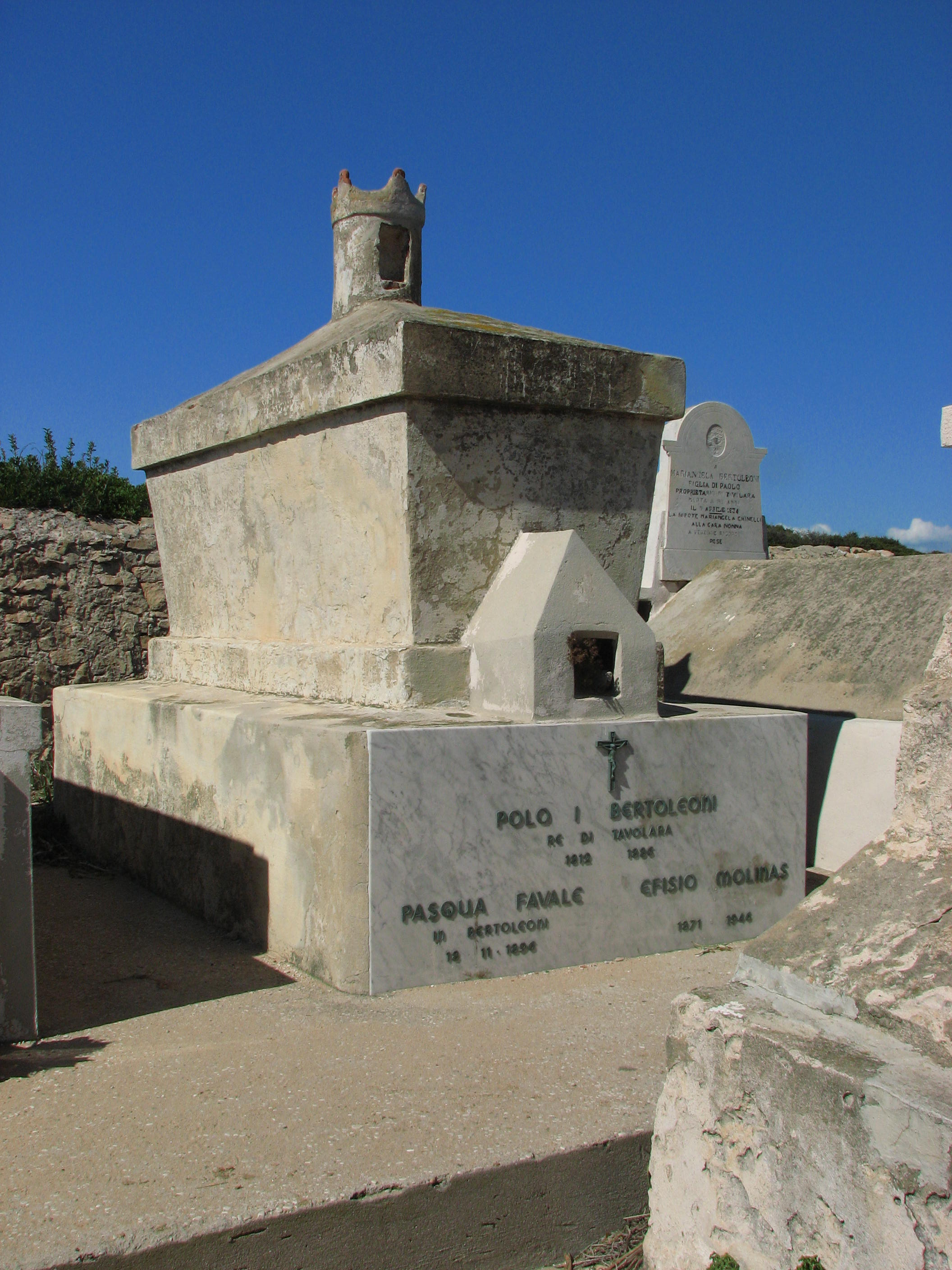
Королевские могилы на острове Таволара

Королевство Таволара (итал. Regno di Tavolara) — небольшое независимое государство, существовавшее в XIX—XX веках на острове Таволара. Управляемое семьей Бертолеони, оно было одним из самых малых королевств в мире. В настоящее время де-факто является частью Италии, хотя официально аннексия произведена не была.

## История
В 1836 году король Сардинии Карл Альберт посетил остров и во время визита признал Джузеппе Бертолеони независимым монархом. В 1845 году Джузеппе умер и королём стал его сын Паоло, ставший королём Паоло I. Сообщалось, что британская королева Виктория также признала суверенитет королевства.
Во время Рисорджименто Таволара не была включена в состав объединённой Италии. Во время правления Паоло I правительство Королевства Италия заплатило 12 тысяч лир за землю на северо-восточной оконечности острова для постройки маяка, начавшего функционировать в 1868 году. Суверенитет острова Таволара был подтверждён в 1903 году — король Италии Виктор Эммануил III подписал договор о дружбе с королевством Таволара.
После смерти Паоло I в 1886 году в иностранной прессе появилась информация про то, что остров стал республикой. The New York Times описывал в одной из своих статей правительство Таволары с президентом и советом из шести человек, избирающихся народным голосованием. Другие издания сообщали о планируемых на Таволаре третьих президентских выборах в 1896 году. Однако, вся эта информация была ошибочной и основывалась лишь на одних слухах.
Третьим королём Таволары был Карло I, после его смерти (которая, по данным разных источников, в конце 1927 или начале 1928 года) сменённый своим сыном, Паоло II. Однако, король Паоло II уехал за границу, вместо себя назначив регента — сестру Карло I Марианджелу. Королева Марианджела умерла в 1934 году, оставив королевство Италии.
Несмотря на это её племянник Паоло II по прежнему утверждал, что королевство существует, считая себя правителем острова вплоть до смерти в 1962 году. В тот же год на острове была построена база НАТО и королевство окончательно перестало быть независимым.
Нынешний король Таволары Тонино Бертолеони является гражданином Италии и управляет на острове рестораном «Da Tonino». В политическом плане интересы острова представляет во внешних отношениях князь Эрнесто Джеремия ди Таволара, живущий в городе Специя и написавший историю острова.

## Короли из династии Бертолеони
- 1836—1845: Джузеппе (Giuseppe; 2 декабря 1778—1849)
- 1845—1886: Паоло I (Paolo I; 1815 — 30 мая 1886), сын Джузеппе
- 1882—1886: «регент» Пасква Фавале (Pasqua Favale), жена Паоло I
- 1886—1928: Карло I (Carlo I; 1845—6 ноября 1927/31 января 1928), сын Паоло I и Пасквы Фавале
- 1928—1934: «регент» Марианжела (Mariangela; 1845 — 6 апреля 1934), дочь Паоло I и Пасквы Фавале
- 1928—1962: Паоло II (Paolo II; 1897 — 2 декабря 1962), сын Карло I
- 1962—1993: Карло II (Carlo II; 1931 — май 1993), сын Паоло II
- с 1993: Тонино (Tonino; род. 1933), сын Паоло II